# Édouard Montagne
Édouard Montagne (* 18. August 1830 in Paris; † 30. April 1899 ebenda) war ein französischer Autor, Librettist und Journalist.

## Biographie
Montagne war Sohn eines Hausvorstands an einem Internat. Über seine Ausbildung selbst ist nichts bekannt, er schlug aber eine Laufbahn im öffentlichen Dienst ein. Montagne war in der kaufmännischen Abteilung des Hôpital Cochin, der boucherie centrale des hôpitaux und des Hôpital Saint-Antoine beschäftigt, wo er sich nach und nach bis zum Direktor hocharbeitete. Ab Mitte der 1850er-Jahre schrieb Montagne nebenberuflich Vaudevilles, Komödien und auch militaristische Stücke, die an den bekanntesten Häusern in Paris, wie der Opéra-Comique, dem Théâtre de l’Ambigu-Comique, dem Théâtre du Palais-Royal und dem Théâtre des Délassements–Comiques, uraufgeführt wurden.
1877 ging Montagne in Rente, unter Beibehaltung der Direktion des Hôpital Saint-Antoine, und zog sich als Librettist weitgehend zurück. Nunmehr verfasste er etliche Romane und auch einige Sachbücher. Weiterhin war er als Journalist und Redakteur bei der Zeitschrift Mémorial Diplomatique sehr beschäftigt. Montagne war auch Gründungsmitglied der 1885 gegründeten Association des Journalistes Parisiens.
Überraschenderweise gewann Montagne, zusammen mit dem jungen Georges Hüe, 1879 den Concours Crescent für seine Opéra-comique Les Pantines.
1886 wurde er erstmals zum Delegierten der Société de Gens de lettres gewählt und es gelangt ihm auch die jährliche Wiederwahl bis zu seinem Rückzug 1898.
Es ist nur ein Sohn Montagnes bekannt, der 1896 bei Nha Trang von einem Tiger getötet wurde. Montagne war so schmerzlich getroffen, dass er jegliche Beileidsbezeugungen und einen Begräbniszug zum Familiengrab auf dem Cimetière du Père-Lachaise zurückwies.
Montagne starb, hochdekoriert unter anderem mit dem Ordre national de la Légion d’honneur und dem officier de l’Instruction publique, 69-jährig nach längerer Krankheit.

## Werk (Auszug)

### Libretti
- Dans une île déserte, Vaudeville, 1857, Ambigu-Comique
- La Medaille, Théâtre des Bouffes-Parisiens
- Une giroflée à cinq feuilles, 1859, Vaudeville, Théâtre du Palais-Royal
- Un Monsieur tombé des nues, Vaudeville, 1861, Théâtre des Délassements-Comiques
- Le Retour d’Ulysse, Operette, 1862, Théâtre des Délassements-Comiques
- Les Pantines, 1881, Théâtre de l’Opéra-Comique

### Belletristik
- Le Manteau d´Arlequin (1868)
- Le Roman d´un épicier (1882)
- Le Bâtard de Ravaillac (1883)
- La Main du mort (1885)
- Les Affameés de Londres (1886)
- Serments de femmes (1888)
- La Borgnotte, mit Louis Gallet (1890)
- Jeanne de Soyans, mit Louis Gallet (1892)

### Sonstiges
- Histoire de la prostitution dans l’antiquité (1869)
- Histoire de l’insurrection (1871)
- Histoire des farceurs célèbres, mit Henry de Kock (1875)
- Histoire de la Société des gens de lettres de France (1888)
- Les Légendes de la Perse (1890)